# Coquelles
Coquelles é uma comuna francesa na região administrativa de Altos da França, no departamento de Pas-de-Calais. Estende-se por uma área de 8,77 km². Em 2010 a comuna tinha 2 638 habitantes (densidade: 300,8 hab./km²).